# 仿人面蟹
仿人面蟹（学名：Paromolopsis boasi）为人面蟹科仿人面蟹属的动物。分布于日本、印度尼西亚、安达曼、印度、斯里兰卡，包括南海等海域，生活环境为海水，常栖息于水深300米左右的泥沙底。其生存的海拔上限为-300米。